# الأرض مقابل السلام
الأرض مقابل السلام هو تفسير قانوني لقرار مجلس الأمن التابع للأمم المتحدة رقم 242 الذي استخدم كأساس لصنع السلام العربي الإسرائيلي اللاحق. اسم الأرض مقابل السلام مشتق من الفقرة الأولى من منطوق القرار التي تؤكد أن السلام يجب أن يشمل تطبيق مبدأين: انسحاب القوات الإسرائيلية (التخلي عن الأرض)، وإنهاء جميع المطالبات أو حالات الحرب (صنع السلام). وبما أن القرار ينص على ضرورة تطبيق كلا المبدأين، فإنه يمكن النظر إليهما معا على أنهما تخليا عن الأرض مقابل السلام، ويشار إليهما باختصار أكثر بعبارة "الأرض مقابل السلام".
وهذا التفسير متنازع عليه على نطاق واسع لأنه يعني ضمنا أن الانسحاب الإسرائيلي مرتبط باستعداد فلسطين لصنع السلام رسميا. وتعتبر التفسيرات المتنافسة للقرار أن إسرائيل ملزمة بالانسحاب من جانب واحد من جميع الأراضي التي احتلتها في عام 1967. تنص الفقرة 1 من منطوق القرار 242 على ما يلي:
1. - يؤكد أن الوفاء بمبادئ الميثاق يتطلب إقامة سلام عادل ودائم في الشرق الأوسط يشمل تطبيق كلا المبدأين التاليين:

(ط) انسحاب القوات المسلحة الإسرائيلية من الأراضي التي احتلتها في النزاع الأخير؛
1. - إنهاء جميع المطالبات أو حالات الحرب واحترام والاعتراف بسيادة كل دولة في المنطقة وسلامتها الإقليمية واستقلالها السياسي وبحقها في العيش في سلام داخل حدود آمنة ومعترف بها خالية من التهديدات أو أعمال القوة؛

في عام 1976، عندما سئل اللورد كارادون عن التنازلات التي يتعين على الدول العربية تقديمها لإسرائيل كجزء من تسوية شاملة، قال: "حسنا، هذا واضح تماما إذا قرأت مرة أخرى مبادئ القرار 242، التي قبلتها مصر والأردن وسوريا والمملكة العربية السعودية، وقبلتها إسرائيل في الواقع. وينص الحكم على أنه إذا كان هناك انسحاب كاف، يجب أن تكون جميع الدول في المنطقة حرة في العيش داخل حدود آمنة ومعترف بها، خالية من القوة والتهديد باستخدام القوة. لذلك من المقبول أن لإسرائيل الحق في الوجود، تماما كما سيكون لها الحق في وطنها، ولها الحق في الوجود. هذه هي الصفقة الأساسية التي نقترحها. إنه ليس شيئا جديدا ، لقد استمر منذ عام 1967.

## معاهدات السلام

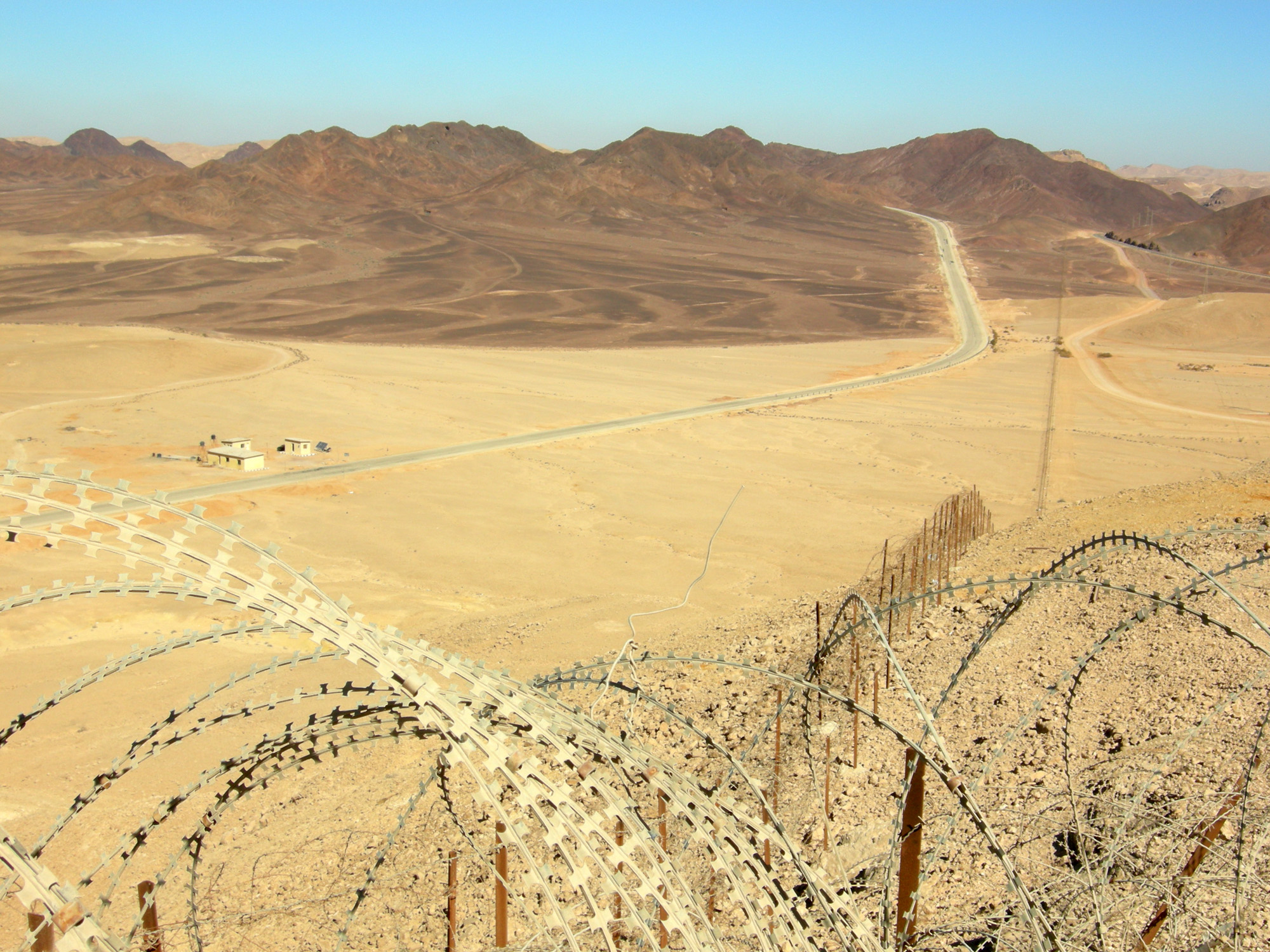
الحدود المصرية الإسرائيلية. النظر شمالا من جبال إيلات

في 19 يونيو 1967، عرضت إسرائيل "التخلي عن سيناء والجولان مقابل السلام"، وهو العرض الذي رفضته الدول العربية في سبتمبر 1967 بموجب قرار الخرطوم، الذي اشتهر ب "اللاءات الثلاث": "لا سلام مع إسرائيل، لا اعتراف بإسرائيل، لا مفاوضات معها..."
كان التطبيق الأول لصيغة الأرض مقابل السلام هو معاهدة السلام الإسرائيلية مع مصر في عام 1979،[بحاجة لمصدر] والتي بموجبها انسحبت إسرائيل من سيناء كجزء من اتفاقية سلام شاملة سهلتها المساعدات الاقتصادية لكلا الجانبين من الولايات المتحدة.
في عام 1994، شكل اتفاق شامل مماثل يستند إلى القرار 242 أساس معاهدة السلام الإسرائيلية الأردنية حيث أعاد الجانبان الانتشار على جانبي الحدود الدولية المتفق عليها.

## دبلوماسية ومعاهدات السلام العربية الإسرائيلية
- مؤتمر باريس للسلام 1919
- اتفاقية فيصل وايزمان (1919)
- اتفاقيات الهدنة لعام 1949
- اتفاقيات كامب ديفيد (1978)
- معاهدة السلام المصرية الإسرائيلية (1979)
- مؤتمر مدريد لعام 1991
- اتفاقات أوسلو (1993)
- معاهدة السلام بين إسرائيل والأردن (1994)
- قمة كامب ديفيد 2000
- عملية السلام الإسرائيلية الفلسطينية
- مشاريع تعمل من أجل السلام بين الإسرائيليين والعرب
- قائمة مقترحات السلام في الشرق الأوسط
- القانون الدولي والصراع العربي الإسرائيلي